# Pelai Unís
Pelai Unís va ser un cavaller destacat en la política i l'administració del Regne de Mallorca durant el segle xv, especialment durant l'Interregne (1410-1412), quan la Corona d'Aragó es trobava sense monarca després de la mort de Martí l'Humà. Com a lloctinent dels governadors Roger de Montcada i Berenguer d'Oms, Unís va tenir un paper central en la gestió política de l'illa durant aquest període de crisi successòria. A més, actuà com a governador interí durant l'Interregne i el govern de Ferran d'Antequera.
Exercint com a lloctinent de Roger de Montcada, Unís va anunciar oficialment el traspàs del monarca el 4 de juny de 1410, declarant un dol oficial rigorós i organitzant funerals arreu del regne. Durant l'Interregne, es va esforçar per mantenir l'ordre polític, coordinant juraments de lleialtat al futur rei i adoptant una postura neutral davant els pretendents al tron Jaume d'Urgell i Ferran d'Antequera. També va col·laborar amb les directrius del papa Benet XIII, partidari de Ferran, organitzant processons per pregar per la pau i la resolució de la crisi. El regne acceptà al nou rei el 2 de juliol de 1412, però va ser marginat de les negociacions que van culminar amb el Compromís de Casp, reflectint un altre cop la seva situació política subordinada dins la Corona d'Aragó. Malgrat tot, Unís va mantenir el seu càrrec sota la nova dinastia de Ferran d'Antequera, garantint l'estabilitat institucional del regne.
Unís fou un cap destacat de la banderia dels mallorquins, i va esdevenir una figura clau en el període. Actuà sovint de manera despòtica i sense contemplacions, decretant que qualsevol denúncia contra els seus actes seria considerada un delicte de lesa majestat. També va destacar pel seu suport a campanyes navals del segle xv, exemplificant la seva implicació tant en l'àmbit polític com en el militar. La seva figura esdevé paradigmàtica de la intersecció entre el poder militar i l'ascens polític a l'època.